# 松ヶ丘インターチェンジ
松ヶ丘インターチェンジ（まつがおかインターチェンジ）は千葉県千葉市中央区にある京葉道路のインターチェンジである。

## 接続する道路
- E14京葉道路(11番)
- 国道16号
- 千葉県道20号千葉大網線（大網街道）

## 周辺

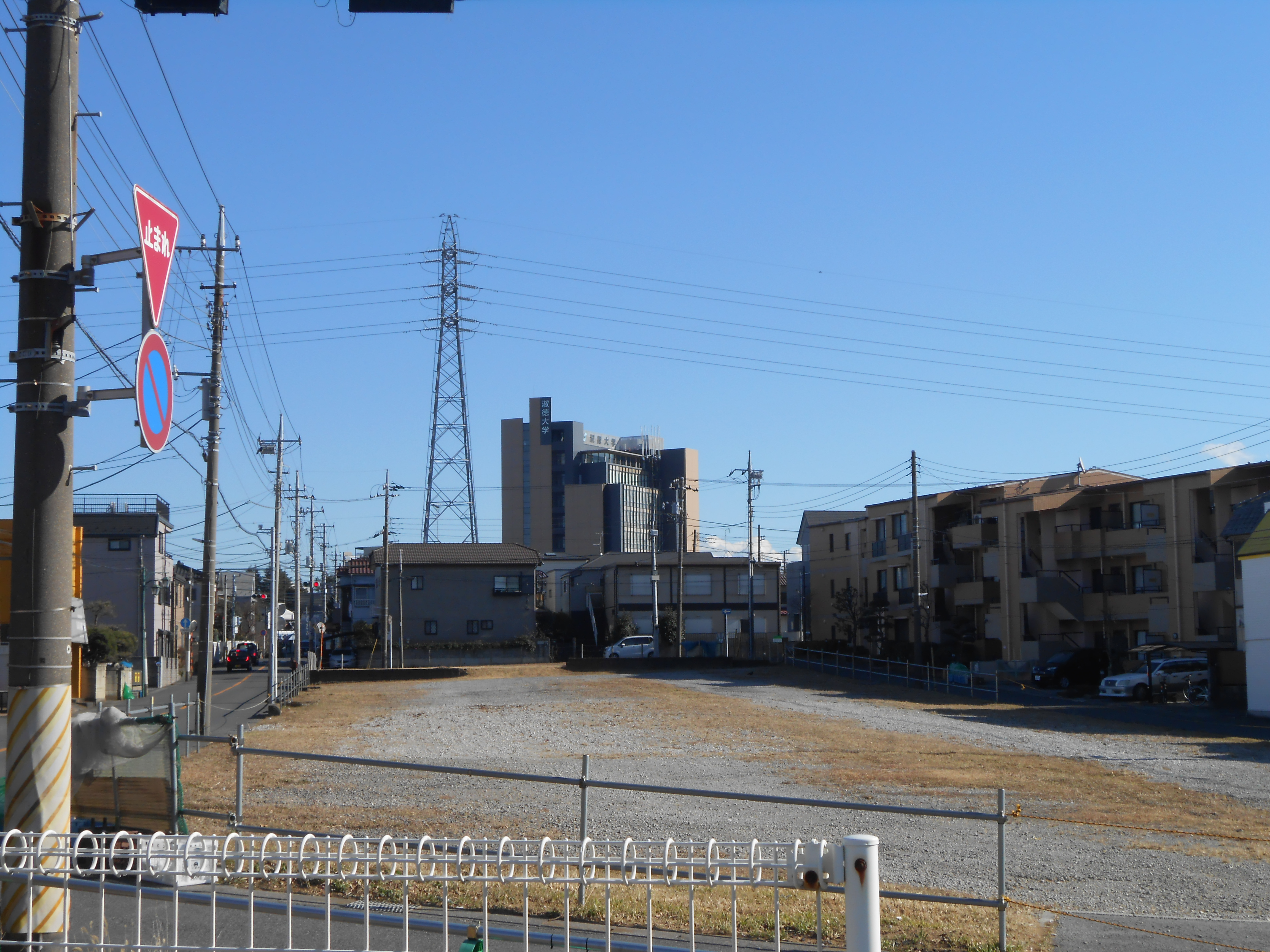
淑徳大学

- 淑徳大学（千葉キャンパス）
- 京成電鉄千原線大森台駅
- トップマート本社・松ヶ丘店
- 県立青葉の森公園
- 千葉港
- 国立病院機構千葉東病院

## 隣
E14 京葉道路
(9)貝塚IC - (10)千葉東JCT - (11)松ヶ丘IC - (12)蘇我IC